# Vacheresse
Vacheresse is een gemeente in het Franse departement Haute-Savoie (regio Auvergne-Rhône-Alpes) en telt 606 inwoners (1999). De plaats maakt deel uit van het arrondissement Thonon-les-Bains.

## Geografie
De oppervlakte van Vacheresse bedraagt 31,4 km², de bevolkingsdichtheid is 19,3 inwoners per km².
De onderstaande kaart toont de ligging van Vacheresse met de belangrijkste infrastructuur en aangrenzende gemeenten.

## Demografie
Onderstaande figuur toont het verloop van het inwonertal (bron: INSEE-tellingen).